# Josh Sanfelici
Josh Sanfelici, pseudonimo di Giovanni Sanfelici (Torino, 1968), è un bassista, produttore discografico e autore italiano molto attivo nell'ambito della musica indipendente.

## Biografia
È membro del gruppo dei Mau Mau e della band di Roy Paci & Aretuska.
Ha suonato con Fratelli di Soledad, Tribà, Mambassa, Lou Dalfin, Caravan de ville, Banda Ionica, dr. Livingstone e Radio Babylon.

### Produzioni varie
Nel 2000 ha registrato l'opera sperimentale 3QuietMen di Ramon Moro, Federico Marchesano e Dario Bruna.
Nel 2002 ha prodotto l'album Mi Manca dei Mambassa.
Nel 2004 ha prodotto l'album Casbah dei Caravan de ville. Sempre nello stesso anno ha registrato e mixato, con l'amico Carlo Ubaldo Rossi, l'album Delicate Sound Of Pink Floyd dei Euphonia, una delle più intraprendenti cover band dei Pink Floyd.
Nel 2005 ha composto tre canzoni per l'album Parola d'onore di Roy Paci & Aretuska.
Nel 2007 ha fondato con Suriak l'etichetta discografica MO-BEAT.